# Pegoplata setulosa
Pegoplata setulosa är en tvåvingeart som beskrevs av Griffiths 1986. Pegoplata setulosa ingår i släktet Pegoplata och familjen blomsterflugor. Inga underarter finns listade i Catalogue of Life.